# Liste der Kulturdenkmäler in Germersheim
In der Liste der Kulturdenkmäler in Germersheim sind alle Kulturdenkmäler der rheinland-pfälzischen Stadt Germersheim einschließlich des Stadtteils Sondernheim aufgeführt. Grundlage ist die Denkmalliste des Landes Rheinland-Pfalz (Stand: 26. Juni 2023).

## Germersheim

### Denkmalzone Festung Germersheim
Die erhaltenen Teile der Festung Germersheim mit einer Bauzeit von 1834 bis 1861 bilden eine Denkmalzone.
| Bezeichnung                 | Lage | Baujahr         | Beschreibung | Bild                           |
| --------------------------- | --- | --------------- | --- | ------------------------------ |
| Dammeisterei                | Alte Schiffbrückenstraße 1 (nordöstlich außerhalb der Festung) Lage                                                 |                 | eingeschossiges Wachhaus | Fotos hochladen                |
| Seyssel-Defensions-Kaserne  | An der Hochschule 2 (an der Südwestseite hinter dem Zusammentreffen der Fronte Schmauß und der Fronte Beckers) Lage |                 | heute Universität; zweigeschossiger 284 m langer Backsteinbau                                                                     | weitere Bilder Fotos hochladen |
| Blockhaus                   | An der Lünette 9 (an der Südwestseite vor dem Zusammentreffen der Fronte Schmauß und der Fronte Beckers) Lage       |                 | einfaches Erdwerk mit Blockhaus der ansonsten beseitigten Lünette 83                                                              | BW                             |
| Stengel-Defensions-Kaserne  | An der Stengelkaserne (an der Nordwestseite hinter dem Zusammentreffen der Fronte Beckers und der Fronte Carl) Lage | 1834–1861       | 220 m langes Gebäude, 1834–1861                                                                                                   | weitere Bilder Fotos hochladen |
| Fronte Beckers              | An Fronte Beckers 1, 3, 5 (an der Südwestseite der Festung) Lage                                                    | 1834            | heute städtische Musikschule; mittlerer Wallabschnitt der Fronte Beckers samt Kaponniere, Vorwall, Waffenplätzen und Graben, 1834 | weitere Bilder Fotos hochladen |
| Grabensperrwerk             | Filchnerstraße/Reußstraße (an der Nordostseite vor dem nordwestlichen Abschnitt der Fronte Reuß) Lage               |                 | Grabensperrwerk | BW                             |
| Ludwigstor                  | Ludwigsring 2 (im nordöstlichen Abschnitt der Fronte Carl) Lage                                                     | 1838            | Ludwigstor mit vorgelagertem Waffenplatz samt Reduit, 1838, Architekt Friedrich von Gärtner                                       | weitere Bilder Fotos hochladen |
| Proviantamt                 | Paradeplatz 12 (an der Südostseite hinter der Fronte Diez) Lage                                                     | 1834–1861       | Proviantamt, 1834–1861 | weitere Bilder Fotos hochladen |
| Lazarett/Stadtkaserne       | Paradeplatz 12 (an der Südostseite hinter der Fronte Diez) Lage                                                     | 1834–1861       | Lazarett/Stadtkaserne, 1834–1861                                                                                                  | weitere Bilder Fotos hochladen |
| Grabensperrmauer            | Reußstraße (an der Nordostseite vor der Südostecke der Fronte Reuß) Lage                                            |                 | Grabensperrmauer | BW                             |
| Wallspitze und Queichreduit | Richthofenstraße 5a (an der Nordwestseite am Zusammentreffen der Fronte Beckers und der Fronte Carl) Lage           |                 | Wallspitze mit Queichdurchlass und vorgelagertes Queichreduit                                                                     | BW                             |
| Weißenburger Tor            | Ritter-von-Schmauß-Straße ohne Nummer (an der Südostseite im nordöstlichen Abschnitt der Fronte Lamotte) Lage       | 1838            | 1838, Architekt Friedrich von Gärtner                                                                                             | weitere Bilder Fotos hochladen |
| Fronte Lamotte              | Ritter-von-Schmauß-Straße (an der Südostseite in der Mitte der Fronte Lamotte) Lage                                 |                 | Kaponniere und zwei Waffenplätze mit Reduits; wiederhergestellter Graben                                                          | weitere Bilder Fotos hochladen |
| Arrestgebäude               | Rudolf-von-Habsburg-Straße 2 (an der Südostseite hinter der Fronte Diez) Lage                                       | 19. Jahrhundert | heute Vereinsgebäude; blockhafter dreigeschossiger Walmdachbau, 19. Jahrhundert                                                   | weitere Bilder Fotos hochladen |
| Carnot’sche Mauer           | Zeughausstraße (an der Nordostseite im südöstlichen Abschnitt der Fronte Reuß) Lage                                 | 1834–1861       | Verbindungsmauer zwischen Proviantamt und Zeughaus, 1834–1861                                                                     | weitere Bilder Fotos hochladen |
| Zeughaus                    | Zeughausstraße 1c (an der Nordostseite in der Mitte der Fronte Reuß) Lage                                           |                 | heute Deutsches Straßenmuseum; mit vorgelagerter Kaponniere                                                                       | weitere Bilder Fotos hochladen |

### Einzeldenkmäler
| Bezeichnung                    | Lage                                        | Baujahr                            | Beschreibung | Bild                           |
| ------------------------------ | ------------------------------------------- | ---------------------------------- | --- | ------------------------------ |
| Alter Bahnhof                  | Am alten Bahnhof 31 Lage                    | 1864                               | Dreiflügelbau, technisches Fachwerk, teilweise verschiefert oder verbrettert, 1864 | weitere Bilder Fotos hochladen |
| Friedhofskreuz und Grabmäler   | August-Keiler-Straße, auf dem Friedhof Lage | 19. und 20. Jahrhundert            | auf dem Friedhof: - Friedhofskreuz: Metallkreuz und -korpus über Sandsteinsockel, Ende des 19. Jahrhunderts; - Feld 1: Familiengrab Schmitt: Katharina Schmitt, geborene Deininger († 1872), Sandsteinpfeiler mit Säulchen und antikischer Bekrönung, Wilhelm-Heinrich Schmitt († 1926), Galvano-Relief des Auferstandenen; Grabmal Hans Müller († 1914), monumentale Wand mit Relief des hl. Georg; - bei Feld 3: Denkmal des 17. Infanterie-Regiments Orff: Sandstein-Obelisk; Grabplatte Friedrich Carl Freiherr von Busschemünch († 1849), Inschrift mit Wappen und Schwertern im Eichenkranz; - Feld 4: Familiengrab Frey: Adolf Frey († 1868), Sandsteinpfeiler mit antikischer Bekrönung, originale Einfassung; Grabmal Alphons Carl Christian Freiherr von Storkum Sternfels († 1857), Sarkophag mit neugotischen Details und Helmzier; Grabmal Friedrich von Schmauß († 1846), Sarkophag mit Zinnenkranz auf bossiertem Sockel; Grabmal Anna Barb. Franz. Schmauß, geborene Kirchgeßner († 1839); Sarkophag mit antikischen Details; Grabmal Johann Ungeheuer († 1870); Stele mit vegetabilischem Dekor und Kreuzaufsatz; Grabmal Wilhelm Ungeheuer († 1866), Sandsteinstele mit neugotischen Formen und Kreuzaufsatz; Grabmal Anna Kleehaas († 1906), kleine Galvanoplastik eines Engels; - Feld 5: Grabmal Eichhorn, Stele in Kreuzform mit Galvanorelief; - Feld 6: Grabmal Franz Maria Juretti († 1849), Sandsteinstele mit (leerer) Nische; Grabmal Franz Ludwig Maria Juretti († 1867), Sandsteinstele mit Relief eines Trauernden; - Feld 7: Grabmal Friedr. Lemmert († 1901), Kreuzaufsatz mit Anker und Taube; - Feld 8: Grabmal Franz Freiherr von Podewils († 1842), hohe Sandsteinstele mit Zinnenkranz und Wappen; Grabmal Heinrich Berkel († 1911), Nische mit Kruzifix; Grabmal Heinrich Mattil († 1911), Galvanorelief der Grablegung; - Feld 9: Grabmal Maulbecker, Baumstammkreuz mit Kranz; - bei Feld 14: umgesetzte Marmorfigur eines Engels (Babette Dürr † 1888?) | weitere Bilder Fotos hochladen |
| Wohnhaus                       | Bahnhofstraße 4/6 Lage                      | 1912–1914                          | Doppelmietshaus; stattlicher dreigeschossiger Putzbau, Reformarchitektur, 1912–1914 | weitere Bilder Fotos hochladen |
| Wohnhaus                       | Bergstraße 13 Lage                          | Ende des 19. Jahrhunderts          | Zeilenwohnhaus, Ende des 19. Jahrhunderts [Bild: grüne Fassade] | Fotos hochladen                |
| Katholische Kirche St. Jakobus | Eugen-Sauer-Straße 1 Lage                   | zweite Hälfte des 14. Jahrhunderts | spätgotische Basilika, zweite Hälfte des 14. Jahrhunderts; ehemaliges Servitenkloster | weitere Bilder Fotos hochladen |
| Wohn- und Geschäftshaus        | Fischerstraße 18 Lage                       | um 1910                            | Wohn- und Geschäftshaus; Mansarddachbau, Reformarchitektur, Jugendstileinfluss, um 1910 | weitere Bilder Fotos hochladen |
| Protestantisches Pfarramt      | Hauptstraße 1 Lage                          | Anfang des 19. Jahrhunderts        | ehemalige Festungskommandantur; langgestreckter, geknickter, klassizistischer Putzbau, Anfang des 19. Jahrhunderts | weitere Bilder Fotos hochladen |
| Hoftor                         | Hauptstraße, zu Nr. 15 Lage                 | 1774                               | Hoftor mit Mannpforte, bezeichnet [17]74 | weitere Bilder Fotos hochladen |
| Wohnhaus                       | Hauptstraße 17 Lage                         | 1692                               | Massivbau, teilweise Fachwerk, bezeichnet 1692 | weitere Bilder Fotos hochladen |
| Gesundheitsamt                 | Hauptstraße 25 Lage                         | um 1750                            | dreigeschossiger achtachsiger Massivbau, um 1750 als Gasthaus erbaut, später Festungsbauverwaltung | weitere Bilder Fotos hochladen |
| Wohnhaus                       | Hauptstraße 31/33 Lage                      | 1803                               | zehnachsiger Massivbau, bezeichnet 1803 (Baujahr?) | weitere Bilder Fotos hochladen |
| Wohnhaus                       | Hauptstraße 38 Lage                         | um 1905                            | Putzbau, Neurenaissance, um 1905 | weitere Bilder Fotos hochladen |
| Wohnhaus                       | Kirchenplatz 17 Lage                        | nach 1900                          | stattlicher dreigeschossiger späthistoristischer Klinkerbau, kurz nach 1900 | weitere Bilder Fotos hochladen |
| Finanzamt                      | Königsplatz 8 Lage                          |                                    | ehemaliges Bezirksamt; langgestreckter, dreiflügeliger Rohziegelbau | Fotos hochladen                |
| Octroi-Häuschen                | Ludwigsring 3 Lage                          |                                    | | Fotos hochladen                |
| Kriegerdenkmal                 | Luitpoldplatz Lage                          | 1888                               | Kriegerdenkmal 1870/71, bezeichnet 1888 | weitere Bilder Fotos hochladen |
| Kreisverwaltung                | Luitpoldplatz 1 Lage                        | 1907                               | ehemaliges Wohngebäude für Offiziere; stattlicher dreigeschossiger Bau, barockisierender Jugendstil, Hoftor zur Bismarckstraße, 1907 | weitere Bilder Fotos hochladen |
| Wohn- und Geschäftshaus        | Marktstraße 4 Lage                          | um 1750                            | siebenachsiges Wohn- und Geschäftshaus, angeblich um 1750 | weitere Bilder Fotos hochladen |
| Evangelische Pfarrkirche       | Marktstraße 19 Lage                         | 1782/83                            | in die Häuserzeile integrierter Saalbau, 1782/83 | weitere Bilder Fotos hochladen |
| Wohnhaus                       | Mittelstraße 16 Lage                        | 17. oder 18. Jahrhundert           | Fachwerkhaus, teilweise massiv oder verputzt, 17. oder 18. Jahrhundert; Querbau, wohl aus dem 19. Jahrhundert | Fotos hochladen                |
| Festsaal im Stadthaus          | Oberamtsstraße, in Nr. 3 Lage               | 1893                               | ehemaliges Offizierskasino, dreigeschossiger Massivbau, 1740, 1893 Anbau des Festsaales | BW                             |
| Wohnhaus                       | Ritter-von-Schmauß-Straße 2/4 Lage          | nach 1900                          | ehemaliges Offizierswohnhaus; dreigeschossiger späthistoristischer Backsteinbau, Walmdach, Jugendstileinfluss, kurz nach 1900 | weitere Bilder Fotos hochladen |

### Ehemalige Kulturdenkmäler
| Bezeichnung | Lage                | Baujahr                     | Beschreibung | Bild                           |
| ----------- | ------------------- | --------------------------- | --- | ------------------------------ |
| Wohnhaus    | Hauptstraße 13 Lage | Anfang des 19. Jahrhunderts | Wohnhaus einer ehemaligen Mühle; langgestreckter Walmdachbau, Anfang des 19. Jahrhunderts; aus Denkmalliste gelöscht | weitere Bilder Fotos hochladen |

## Sondernheim

### Denkmalzonen
| Bezeichnung               | Lage                            | Baujahr | Beschreibung | Bild                           |
| ------------------------- | ------------------------------- | ------- | --- | ------------------------------ |
| Denkmalzone Alte Ziegelei | östlich des Ortes am Rhein Lage | ab 1834 | ehemalige Ziegelei der Firma Stubenrauch, betrieben von 1834 bis 1976, heute Museum; Ringofen mit zwei Kaminen, Warmluft- und Freilufttrockenanlage mit ca. 35 Trocknungsschuppen (überdachte Holzkonstruktionen), Verwaltungsgebäude, Maschinenhaus, tlw. Ziegelbauten, Feldbahn, betrieblichen Anlagen und Maschinen; bauliche Gesamtanlage | weitere Bilder Fotos hochladen |

### Einzeldenkmäler
| Bezeichnung                                | Lage                                  | Baujahr         | Beschreibung | Bild                           |
| ------------------------------------------ | ------------------------------------- | --------------- | --- | ------------------------------ |
| Friedhofskreuz                             | Friedhofstraße, auf dem Friedhof Lage | 1807            | Friedhofskreuz, Kruzifix, Sandstein, bezeichnet 1807                                                                 | BW                             |
| Bahnhof Sondernheim                        | Germersheimer Straße 14 Lage          | um 1860/70      | spätklassizistischer Typenbau, Backstein, um 1860/70                                                                 | weitere Bilder Fotos hochladen |
| Gasthaus „Schwanen“                        | Hördter Straße 6 Lage                 | 1734            | ehemaliges Gasthaus „Schwanen“; Fachwerk-Winkelbau, teilweise massiv, angeblich von 1734; Querflügel 19. Jahrhundert | Fotos hochladen                |
| Wohnhaus                                   | Kirchstraße 36 Lage                   | 18. Jahrhundert | eingeschossiges Fachwerkhaus, 18. Jahrhundert                                                                        | Fotos hochladen                |
| Katholische Kirche St. Johannes der Täufer | Kirchstraße 40 Lage                   | 1867/68         | neugotischer Saalbau, 1867/68                                                                                        | Fotos hochladen                |
| Rathaus                                    | Kirchstraße 42 Lage                   | um 1770/80      | Rathaus; um 1770/80                                                                                                  | Fotos hochladen                |